# Blow-Up (album)
Cet article concerne l'album de Herbie Hancock. Pour le film de Michelangelo Antonioni, voir Blow-Up.
Pour les articles homonymes, voir Blow Up (homonymie).
Albums de Herbie Hancock
Maiden Voyage
(1965) Speak Like a Child
(1968)
Blow-Up est un album d'Herbie Hancock, bande originale du film homonyme.

## Titres
Toutes les compositions sont d'Herbie Hancock sauf Mention.
| No  | Titre                    | Auteur    | Durée |
| --- | ------------------------ | --------- | ----- |
| 1.  | Main Title from "Blow-Up |           | 1:41  |
| 2.  | Verushka (Part 1)        |           | 2:47  |
| 3.  | Verushka (Part 2)        |           | 2:15  |
| 4.  | The Naked Camera         |           | 3:27  |
| 5.  | Bring Down the Birds     |           | 1:55  |
| 6.  | Jane's Theme             |           | 5:02  |
| 7.  | Stroll On                | Yardbirds | 2:49  |
| 8.  | The Thief                |           | 3:17  |
| 9.  | The Kiss                 |           | 4:17  |
| 10. | Curiosity                |           | 1:35  |
| 11. | Thomas Studies Photos    |           | 1:17  |
| 12. | The Bed                  |           | 2:39  |
| 13. | End Title "Blow Up"      |           | 0:52  |

## Musiciens
- Herbie Hancock: piano, melodica
- Freddie Hubbard: trompette
- Joe Newman: trompette
- Phil Woods: saxophone alto
- Joe Henderson: saxophone ténor
- Jimmy Smith: orgue
- Paul Griffin: orgue
- Jim Hall: guitare
- Ron Carter: contrebasse
- Jack DeJohnette: batterie

Stroll On The Yardbirds
- Keith Relf: harmonica, chant
- Jeff Beck: guitare
- Jimmy Page: guitare
- Chris Dreja: basse
- Jim McCarty: batterie